# Московский 2-й
Моско́вский 2-й — посёлок в Новохопёрском районе Воронежской области России. Входит в состав Новопокровского сельского поселения.

## Население
| 2010 | 2011 |
| ---- | ---- |
| 58   | →58  |

## Уличная сеть
- ул. Ленина
- ул. Октябрьская